# René Libeer
Pour les articles homonymes, voir Libeer.
René Libeer est un boxeur français né le 28 novembre 1934 à Roubaix et mort le 12 novembre 2006 dans la même ville.

## Carrière
Il participe au concours de boxe aux Jeux olympiques d'été de 1956 à Melbourne en catégorie poids mouches et remporte lors de cette épreuve la médaille de bronze en ne s'inclinant qu'en demi-finale face au Britannique Terence Spinks. Passé professionnel en 1958, Libeer devient champion de France des poids mouches de 1959 à 1963 et champion d'Europe EBU en 1965 et 1966.

## Parcours auxJeux olympiques
Jeux olympiques d'été de 1956 à Melbourne (poids mouches) :
- Bat Pyo Hyun-Ki (Corée du Sud)
- Bat Kenji Yonekura (Japon)
- Perd contre Terence Spinks (Grande-Bretagne)